# PGNiG

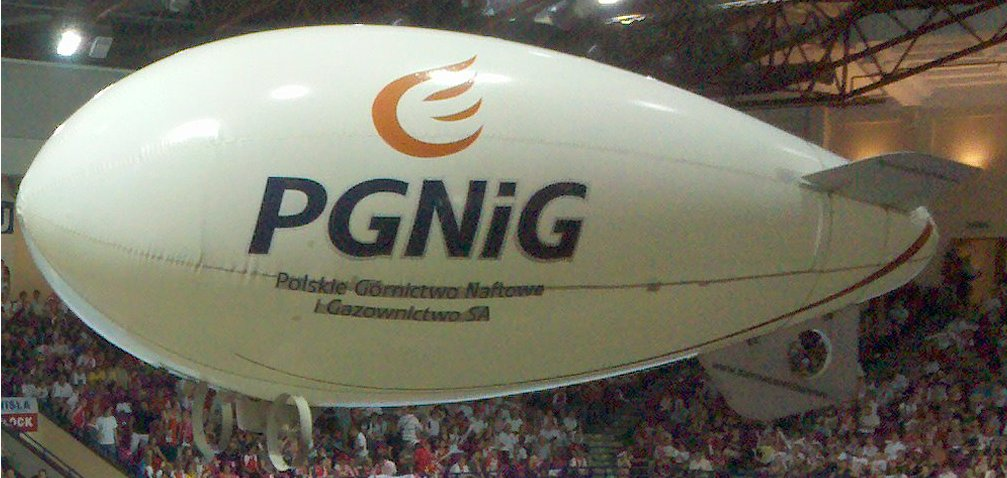
Dirigível da empresa

Polskie Górnictwo Naftowe i Gazownictwo (PGNiG) é uma companhia petrolífera sediada em Varsóvia, Polônia.

## História
A companhia foi estabelecida em 1976.